# 白澍
白澍（1993年12月28日—），男，北京海淀人，演员、歌手。毕业于上海戏剧学院。
2015年，白澍以白公子的身份设定参加浙江卫视才艺养成节目《燃烧吧少年》。次年主演校园超能力网络剧《超星星学园》。2017年，在二次元奇幻喜剧《我女朋友的男朋友》中饰演意外获得黑科技的的宅男阿宅；同年，获得金骨朵网络影视盛典“年度网络剧潜力新面孔”奖。2020年，主演的东方玄幻仙侠剧《琉璃》在优酷播出，饰演腾蛇。

## 生平
1993年出生于北京，高中就读于北方交通大学附属中学，大學毕业于上海戏剧学院戏文系。在大学期间，作为戏文系学生，白澍的话剧演出经历丰富，文采令人惊羡。曾在校内参与出演话剧《兔子》( 该话剧获得过“上海市戏剧谷市民剧场展演优秀剧目奖”等奖项 )，同时也执导和参演了刘震云茅盾文学奖小说《一句顶一万句》的话剧创作和表演。2013年，仍是大学在读期间的白澍即出演了校园励志微电影《银河你好》，同年主演了爱情微电影《音乐爱情故事》并出任总导演一职。2014年，校园励志微电影《激梦》在线上平台播出，白澍担任主演。

### 演艺经历
2015年，才艺养成节目《燃烧吧少年》节目组全国海选时，于上海戏剧学院意外发现白澍并发出了邀请，由此，话剧系出身并且未曾接触过声乐和舞蹈训练的白澍加入训练营成为天娱练习生 ，正式走上演艺道路。11月21日，参与录制的选秀节目《燃烧吧少年》在浙江卫视正式播出，第一期翻唱那英的歌曲《梦一场》深得观众喜爱，人气高升。
比赛同期参与录制由腾讯视频出品的《少年频道》同步直播节目 ，深受欢迎。12月26日，由白澍、陈妍希等主演的爱情微电影《十八岁》在浙江卫视播出，在片中白澍饰演一名暗恋着陈妍希，最终在妍希失明后为她毅然奉献出眼角膜的男孩 。12月31日，白澍亮相浙江卫视“奔跑吧2016”跨年演唱会，与队友串烧表演《冻结》和节目主题曲《Be a Man》  。
2016年7月20日，白澍参与录制的网络轻综艺《wuli少年啊之超星星特辑》于腾讯视频播出 。9月29日，青春校园超能力网络偶像剧《超星星学园》在腾讯视频正式上线，白澍作为主演，在剧中饰演了一个命运坎坷但坚强乐观的隐忍暖男万适存。
同年，白澍出演了由王志文和李立群等主演的剧情动作电影《最长一枪》 。
2017年5月25日，由华策影视和爱奇艺出品的二次元奇幻喜剧《我女朋友的男朋友》（原名《一个宅男的无逻辑日常》）登陆腾讯视频，在剧中白澍饰演男主角阿宅，一个在爱情面前畏首畏脚，孤独却坚强的草食系技术宅，并因该剧中的出色表现获得2017年度金骨朵网络影视盛典“年度网络剧潜力新面孔”奖。
2020年8月6日，与成毅和袁冰妍等合作主演的东方玄幻仙侠古装剧《琉璃》在优酷、芒果TV播出，在剧中白澍饰演拥有一头金发，有点骄傲自大，喜欢和别人打架但重情义善良，张口一个老子闭口一个老子的腾蛇神君一角。

## 影视作品

### 电影
| 上映年份 | 剧名             | 角色 | 备注 |
| 2019     | 最长一枪         | 阿宝 |      |
| 2024     | 多想和你再見一面 | 育国 |      |

### 電視劇/网络剧
| 上映年份 | 剧名                   | 角色     | 备注                 |
| 2016     | 超星星学园             | 万适存   | 网络剧               |
| 2017     | 我女朋友的男朋友       | 阿宅     | 网络剧               |
| 2019     | 听雪楼                 | 黄泉     |                      |
| 2020     | 琉璃                   | 騰蛇     |                      |
| 2021     | 云顶天宮               | 吴邪     | 网络剧               |
| 2021     | 与君歌                 | 鞍王     | 客串                 |
| 2021     | 天龙八部               | 段譽     |                      |
| 2022     | 冰球少年               | 陈彻     | 网络剧               |
| 2022     | 山河月明               | 朱柏     | 2018年拍攝           |
| 2022     | 我叫刘金凤             | 鱼长崖   | 网络剧               |
| 2022     | 少年歌行               | 萧凌尘   | 客串，网络剧         |
| 2023年   | 雪鹰领主               | 濮陽波   | 网络剧               |
| 2023年   | 九义人                 | 李春风   | 网络剧               |
| 2024年   | 19层                   | 杨八万   | 网络剧               |
| 2024年   | 少年白马醉春风         | 萧若风   | 网络剧               |
| 2025年   | 異人之下之決戰！碧遊村 | 云殇念   | 网络剧               |
| 2025年   | 心动千年               | 太上星君 | 网络短劇，2021年拍攝 |
| 2025年   | 仙台有树               | 梁无梦   |                      |
| 2025年   | 念无双                 | 眉山君   | 网络剧               |
| 2025年   | 韶华若锦               | 章怀玉   |                      |
| 2025年   | 锦月如歌               | 何如非   | 网络剧               |
| 待播     | 水龙吟                 | 雪线子   |                      |
| 待播     | 暗河传                 | 萧若风   | 网络剧               |
| 待播     | 十万狂花入梦来         | 丹参     | 网络剧               |
| 待播     | 一瓯春                 | 沈澈     | 网络剧               |
| 待播     | 花开锦绣               |          |                      |

### 微电影
| 上映年份   | 剧名         | 播放平台 | 角色   | 备注   |
| 2013       | 银河你好     | 搜狐视频 | 小波   |        |
| 2013       | 音乐爱情故事 | 优酷     | 樊鹏   | 总导演 |
| 2014       | 激梦         | 56视频   | 詹晓白 | 主演   |
| 2015-12-26 | 十八岁       | 浙江卫视 | 白澍   | 主演   |

### 话剧[2]
| 作品名称     | 备注       |
| 兔子         | 演员       |
| 一句顶一万句 | 导演、演员 |

## 综艺节目

### 电视综艺
| 播出时间   | 节目名称                       | 播放平台           | 备注                                                         |
| 2015-11-21 | 燃烧吧少年                     | 浙江卫视、腾讯视频 | 第一期，表演《梦一场》，被舒淇选入其队伍                     |
| 2015-11-28 | 燃烧吧少年                     | 浙江卫视、腾讯视频 | 第二期，组合表演《被遗忘的时光》                             |
| 2015-12-05 | 燃烧吧少年                     | 浙江卫视、腾讯视频 | 第三期，与彭楚粤组合表演《冬天里的一把火》                   |
| 2015-12-12 | 燃烧吧少年                     | 浙江卫视、腾讯视频 | 第四期，与彭楚粤、肖战组合表演《冻结》                       |
| 2015-12-19 | 燃烧吧少年                     | 浙江卫视、腾讯视频 | 第五期，与搭档组合表演《童年》                               |
| 2015-12-26 | 燃烧吧少年                     | 浙江卫视、腾讯视频 | 第六期，与彭楚粤、肖战组合表演《爱情》                       |
| 2016-01-02 | 燃烧吧少年                     | 浙江卫视、腾讯视频 | 第七期，参与开场表演、舞台秀及大牌帮帮唱环节                 |
| 2016-01-09 | 燃烧吧少年                     | 浙江卫视、腾讯视频 | 第八期，参与主题舞台秀和绝杀舞台秀                           |
| 2016-01-16 | 燃烧吧少年                     | 浙江卫视、腾讯视频 | 第九期，参与主题舞台秀、Rap担当对决和大牌帮帮唱              |
| 2016-01-23 | 燃烧吧少年                     | 浙江卫视、腾讯视频 | 第十期，参与主题舞台秀和绝杀舞台秀                           |
| 2016-01-30 | 燃烧吧少年                     | 浙江卫视、腾讯视频 | 第十一期，参与《心中一把火》、《Love Me DO》和《我最亲爱的》 |
| 2016-02-06 | 燃烧吧少年                     | 浙江卫视、腾讯视频 | 第十二期，参与《我管你》、《骑士精神》、《夜空中最亮的星》   |
| 2015-12-31 | 浙江卫视“奔跑吧2016”跨年演唱会 | 浙江卫视           | 燃烧吧少年团亮相，串烧《冻结》、《be a man》                 |
| 2022-07-16 | 清爽走，去大海                 | 海南卫视           | 飞行嘉宾                                                     |

### 网络综艺
| 播出时间   | 节目名称         | 播放平台 | 备注               |
| 2015-11-22 | 少年频道         | 腾讯视频 | 第一期，少年的新装 |
| 2015-11-27 | 少年频道         | 腾讯视频 | 第二期，女神大改造 |
| 2015-12-25 | 少年频道         | 腾讯视频 | 第六期，圣诞特辑   |
| 2016-01-01 | 少年频道         | 腾讯视频 | 第七期，新年送福利 |
| 2016-01-22 | 少年频道         | 腾讯视频 | 第十期，红白歌会   |
| 2016-01-29 | 少年频道         | 腾讯视频 | 第十一期，粉丝特辑 |
| 2016-02-01 | 少年频道         | 腾讯视频 | 第十二期，大结局   |
| 2016       | wuli少年啊       | 腾讯视频 | 美少年白澍驾到     |
| 2024-07-26 | 翻转吧！少年白马 | 爱奇艺   | 先导片             |
| 2024-07-26 | 翻转吧！少年白马 | 爱奇艺   | 第1期              |
| 2024-0727  | 翻转吧！少年白马 | 爱奇艺   | 第2期              |
| 2024-07-28 | 翻转吧！少年白马 | 爱奇艺   | 第3期              |
| 2024-08-03 | 翻转吧！少年白马 | 爱奇艺   | 第4期              |
| 2024-08-04 | 翻转吧！少年白马 | 爱奇艺   | 第5期              |
| 2024-08-10 | 翻转吧！少年白马 | 爱奇艺   | 第6期              |
| 2024-08-11 | 翻转吧！少年白马 | 爱奇艺   | 第7期              |
| 2024-08-15 | 翻转吧！少年白马 | 爱奇艺   | 第8期              |
| 2024-08-16 | 翻转吧！少年白马 | 爱奇艺   | 第9期              |
| 2024-08-17 | 翻转吧！少年白马 | 爱奇艺   | 第10期             |

## 获奖记录
| 年份 | 颁奖典礼           | 奖项名称               | 备注                      |
| 2017 | 金骨朵网络影视盛典 | 年度网络剧潜力新面孔奖 | 我女朋友的男朋友 （获奖） |

## 评价
- 白澍古灵精怪，表情丰富，爱玩儿也爱动，在燃烧吧少年选手里是属于思考型选手，会把一些不擅长的东西用表演的态度去看（腾讯娱乐评）[3]。
- 在第一次见白澍的情景时，觉得白澍“像古代穿越而来的诗人”（《燃烧吧少年！》节目舞蹈创意总监Kenn评）。[3]
- 白澍的表演舞台戏剧范十足（陈妍希评） [18]
- 低调温和的书生气质使他获封“白公子”称号（网易娱乐评）[19]